# فرودگاه پورت کولبورن
فرودگاه پورت کولبورن (به انگلیسی: Port Colborne Airport) یک فرودگاه خصوصی است که یک باند فرود چمن دارد و طول باند آن ۶۷۱ متر است. این فرودگاه در کشور کانادا قرار دارد و در ارتفاع ۱۸۳ متری از سطح دریا واقع شده است.